# Ricardo Herráiz Esteve
Ricardo Herráiz Esteve va ser un policia i funcionari espanyol, que va arribar a ocupar el càrrec de Director general de Seguretat.

## Biografia
Va arribar a ser membre de la policia —dins del Cos de Vigilància—, encara que es va separar del cos voluntàriament el 1923. Al maig de 1931 va ser nomenat cap superior de Policia a Madrid, poc després d'haver-se produït els successos luctuosos relacionats amb la crema de convents. A la fi d'aquest any va ser nomenat director general de Seguretat, pel que sembla per recomanació del ministre socialista Indalecio Prieto. Tanmateix va estar poc temps en el càrrec. En la primavera de 1932 va ser substituït pel capità Arturo Menéndez López, en part per la gestió que Herráiz va fer durant l'anomenada revolta de l'Alt Llobregat que va tenir lloc al començament d'any. En plena Guerra civil es va exiliar d'Espanya. Durant algun temps es va creure erròniament que Herráiz va ser afusellat després de tornar a Madrid en els anys de postguerra, malgrat que Ramón Serrano Suñer l'hauria autoritzat per carta —al juliol de 1939— a tornar a Espanya sense majors contratemps.